# Ganagobie
Ganagobie é uma comuna francesa na região administrativa da Provença-Alpes-Costa Azul, no departamento dos Alpes da Alta Provença. Estende-se por uma área de 10,5 km². Em 2010 a comuna tinha 92 habitantes (densidade: 8,8 hab./km²).